# Max Brückner

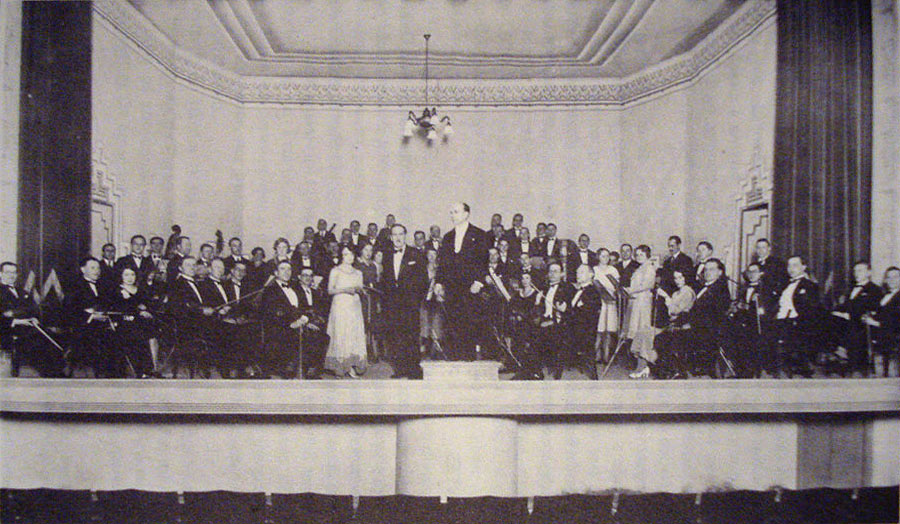
Concerto do Club Haydn em 1931 com Brückner na regência

Max Friedrich Oskar Brückner (Mecklenburg-Strelitz, 16 de junho de 1884 — Porto Alegre, 20 de agosto de 1964) foi um maestro, professor, violoncelista e compositor da Alemanha, naturalizado brasileiro.
Estudou em Leipzig, Munique e Berlim, e exerceu a função de regente em várias cidades da Alemanha e Suíça. Em 1921 foi contratado pela Companhia de Operetas Alemã, o primeiro conjunto operístico organizado na Alemanha depois da I Guerra Mundial, a fim de dirigir uma série de concertos em vários países da América do Sul, incluindo o Brasil. Apresentando-se em Porto Alegre, conheceu as atividades do Club Haydn, a mais importante associação musical da cidade nesta época. Findo seu contrato com a Companhia Alemã, voltou para a Europa mas manteve comunicação com o Club, o que resultou em um convite para trabalhar na capital gaúcha.
Em Porto Alegre teve atuação destacada. Assumiu a direção artística e a regência da orquestra do Club e com ela deu inúmeros concertos, quando o Club mantinha a única orquestra estável da cidade. Ao mesmo tempo dirigiu outros grupos musicais, foi diretor artístico e regente do Centro Cultural 25 de Julho e professor de violoncelo no Instituto de Belas Artes. Privadamente, lecionava canto. Seu último concerto à frente do Club aconteceu em 1958, época em que já era cidadão brasileiro. Como compositor deixou várias obras, em várias formações, mas se destacam as duas coleções de lieder.